# Lista de prefeitos de Estância Velha
Lista de prefeitos do município de Estância Velha, RS.
| Nº            | Nome                          | Partido | Vice-prefeito                | Início do mandato     | Fim do mandato         | Observações             |
| 1             | Victor Schuck                 | MDB     | Anselmo Wecker (MDB)         | 31 de janeiro de 1960 | 15 de janeiro de 1963  |                         |
| 2             | Ernesto Dietrich              | ARENA   | Gabriel Steiner (ARENA)      | 31 de janeiro de 1964 | 31 de janeiro de 1968  |                         |
| 3             | Gabriel Steiner               | MDB     | Victor Schuck (MDB)          | 31 de janeiro de 1969 | 31 de janeiro de 1972  | Prefeito e vice eleitos |
| 4             | Pedro de Quadros Bitterncourt | MDB     | Nestor Trein (MDB)           | 31 de janeiro de 1973 | 31 de janeiro de 1976  | Prefeito e vice eleitos |
| 5             | Nestor Trein                  | MDB     | Renato Robinson (MDB)        | 31 de janeiro de 1977 | 31 de janeiro 1982     | Prefeito e vice eleitos |
| 6             | Federico E. Leuck             | PDS     | Walter Jacob Bauermann (PDS) | 31 de janeiro de 1983 | 31 de janeiro de 1988  | Prefeito e vice eleitos |
| 7             | Reinato E. Trein              | MDB     | Sérgio Schuh (MDB)           | 1 de janeiro de 1989  | 31 de dezembro de 1992 | Prefeito e vice eleitos |
| 8             | Frederico E. Leuck            | MDB     | Cláudio Hansen (MDB)         | 1 de janeiro de 1993  | 31 de dezembro de 1996 | Prefeito e vice eleitos |
| 9             | Reinato E. Trein              |         | Euclides Tisian              | 1 de janeiro de 1997  | 31 de dezembro de 2000 | Prefeito e vice eleitos |
| 10            | Elivir Desiam                 | PT      | Mirene Schuck                | 1 de janeiro de 2001  | 31 de dezembro de 2005 | Prefeito e vice eleitos |
| 10 (reeleito) | Elivir Desiam                 | PT      | Cláudio Hansen               | 1 de janeiro de 2005  | 31 de dezembro de 2008 | Prefeito e vice eleitos |
| 11            | Waldir Dilkin                 | PSDB    | Sérgio Schuh                 | 1 de janeiro de 2009  | 31 de dezembro de 2012 | Prefeito e vice eleitos |
| 11 (reeleito) | Waldir Dilkin                 | PSDB    | Ivete Grade (MDB)            | 1 de janeiro de 2012  | 31 de dezembro de 2016 | Prefeito e vice eleitos |
| 12            | Ivete Grade                   | MDB     | Luciano Kroeff               | 1 de janeiro de 2017  | 31 de dezembro de 2020 | Prefeito e vice eleitos |
| 13            | Diego W. Francisco            | PSDB    | Airton Haag (PP)             | 1 de janeiro de 2021  | 31 de dezembro de 2024 | Prefeito e vice eleitos |
| 13 (reeleito) | Diego W. Francisco            | PSDB    | Airton Haag (PP)             | 1 de janeiro de 2025  | atualidade             | Prefeito e vice eleitos |

|}